# The Smile Sessions
The Smile Sessions è un album compilation e cofanetto antologico del gruppo musicale statunitense The Beach Boys, pubblicato il 31 ottobre 2011 dalla Capitol Records. 
Il materiale che costituisce l'opera si incentra sulle sedute di registrazione del 1966-67 per l'incompiuto album Smile. Il cofanetto contiene diverse versioni dell'album ricostruite per mezzo delle registrazioni originali dell'epoca, insieme a molti provini e brani scartati; in un tentativo di ricostruzione filologica che ricevette un clamoroso successo di pubblico e critica per un'operazione del genere.
La compilation è la prima e unica raccolta ufficiale dedicata alle sessioni per il leggendario album Smile originariamente prodotte da Brian Wilson, arrivate al pubblico dopo decenni di bootleg e falsi annunci di pubblicazione. Il progetto fu principalmente diretto dagli ingegneri del suono Alan Boyd, Mark Linett, e dal dirigente della Capitol Dennis Wolfe, con Wilson nella veste di "remoto supervisore", e consulente creativo. In precedenza, Wilson aveva pubblicato la sua propria versione di Smile nel 2004, sotto forma di album solista. Brian Wilson ha dichiarato che sebbene la compilation The Smile Sessions non sia "poi così lontana" dalla sua visione originale dell'opera, egli preferisce comunque la sua versione del 2004.

## Origine

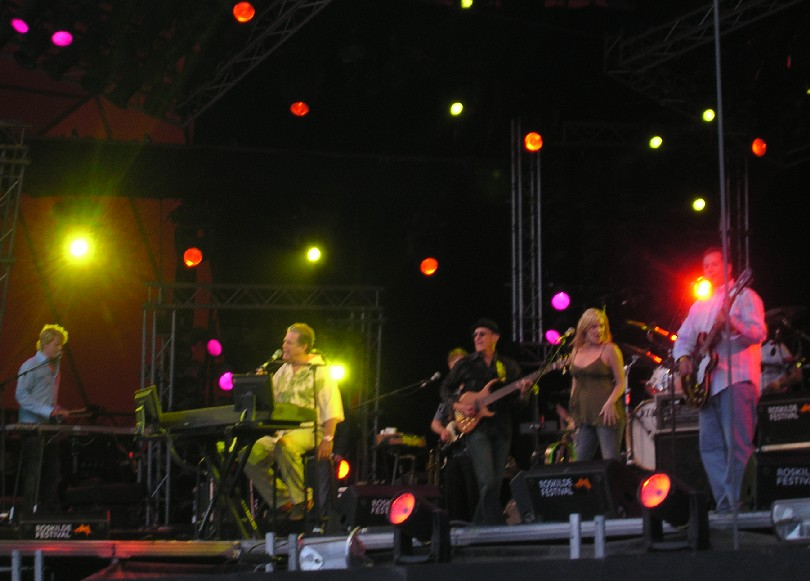
Wilson rielaborò Smile nel 2004 facendolo uscire come suo album solista. In precedenza, l'album mancava di coesione ed era stato lasciato incompiuto fin dal 1967, esistendo solo sotto forma di un "miscuglio di sessioni" per molti frammenti di canzoni mai finite.

Sebbene alcuni frammenti dell'originale Smile fossero apparsi nel corso degli anni in numerosi album di studio, raccolte e bootleg, la Capitol Records non aveva mai organizzato una pubblicazione ufficiale del materiale che avrebbe dovuto costituire lo Smile del 1967, in gran parte a causa dei problemi logistici nell'organizzazione delle centinaia di frammenti musicali, e per rispetto della volontà di Brian Wilson che si era sempre detto profondamente disturbato da alcune registrazioni, associando l'album a tutti i suoi fallimenti e problemi di depressione.
La lavorazione di quello che avrebbe dovuto essere la versione originale dei Beach Boys di SMiLE cominciò nel 1966, appena due settimane dopo la pubblicazione dell'album Pet Sounds, e basandosi sulle complesse tecniche di registrazione utilizzate per il singolo Good Vibrations, che aveva riscosso un grande successo. Quando Wilson abbandonò il progetto, perso nei suoi problemi personali, dopo aver fatto uscire al posto di Smile il meno ambizioso Smiley Smile; nel corso dei successivi decenni furono fatti tentativi sporadici di "salvare il salvabile" del materiale originale di Smile, ma senza molto successo. Durante questo periodo, alcune registrazioni delle sessioni dell'originale Smile circolarono nel mercato illegale dei bootleg e tra i collezionisti. Il progetto di una resurrezione di Smile risale ai primi anni ottanta, quando fu proposto di far uscire il disco rimaneggiato in qualche modo da Wilson e collaboratori vari. Parte del materiale d'archivio relativo a Smile fu finalmente incluso nella compilation ufficiale Good Vibrations: Thirty Years of The Beach Boys del 1993. Pochi anni dopo, la Capitol Records pubblicò il box set The Pet Sounds Sessions, che presentava un assortimento di mix e versioni alternative di brani dell'album Pet Sounds. C'era la speranza fondata che il cofanetto fosse seguito da una simile operazione dedicata a Smile, ma il tutto non si concretizzò.
Trentotto anni dopo la concezione dell'album originale e un periodo di cure psichiatriche, Wilson si riconciliò con il progetto e nel 2004 pubblicò una versione riveduta e corretta di Smile come suo progetto solista intitolato Brian Wilson Presents Smile.
Nella metà del 2010 cominciarono i lavori per The Smile Sessions dopo che il progetto ricevette l'autorizzazione da parte dei Beach Boys sopravvissuti. All'inizio del 2011, Al Jardine rivelò che la "Capitol Records avrebbe presto fatto uscire la versione di Smile dei Beach Boys in occasione della celebrazione del cinquantesimo anniversario della nascita del gruppo". Egli aggiunse: «Smile è il Santo Graal dei fan dei Beach Boys, quindi sarebbe bello renderlo disponibile». Jardine disse inoltre che i nastri non sarebbero stati modificati o alterati in alcun modo, così che l'album fosse presentato agli ascoltatori proprio com'era (o avrebbe dovuto essere) nel 1966-67. La pubblicazione di The Smile Sessions fu confermata dalla Capitol Records l'11 marzo 2011.

## Opera di ricostruzione

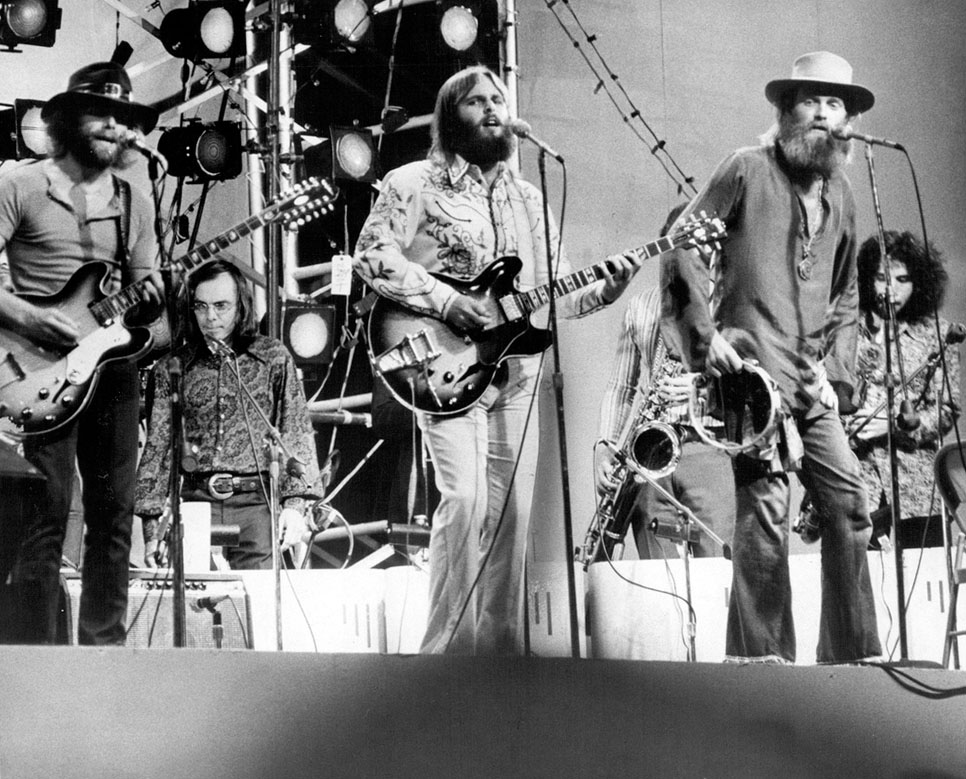
Negli anni settanta, i Beach Boys cercarono di rielaborare i demo vocali incisi da Brian per Smile, ma senza successo.

Il primo disco di The Smile Sessions assembla una versione dell'album Smile come avrebbe presumibilmente dovuto essere nel 1967, prendendo come traccia di base quanto pubblicato da Brian Wilson nel 2004 nel suo album solista Brian Wilson Presents Smile. Wilson stesso diede qualche suggerimento per la scaletta dei brani ai compilatori Mark Linett, Alan Boyd e Dennis Wolfe. Wilson ha dichiarato che la scaletta precisa e l'ordine della sequenza delle tracce non erano state ancora decise nel 1967 e che l'originale Smile sarebbe stato "meno edificante" rispetto alla sua versione del 2004. Sebbene la scaletta dei brani di The Smile Sessions sia diversa da quella che avrebbe avuto l'originale Smile del 1967, Linett chiarì che la lista delle tracce del primo disco avrebbe "presentato l'intero album il più vicino possibile a come era previsto che fosse, o come avrebbe potuto essere, con il contributo di Brian e di tutti gli altri".
Quando fu chiesto a Wilson come Linett e Boyd si fossero approcciati al materiale che lui aveva supervisionato negli anni sessanta, Brian rispose: «In qualche modo, si. Per gradi. Non è molto lontano da quello che pensavo sarebbe stato». Egli aggiunse di preferire comunque la sua versione del 2004, e che il "sound" di The Smile Sessions lo infastidiva a causa della sua incompiutezza. Linett sostenne che The Smile Sessions potrebbe essere più vicino alla visione originale di Brian se avesse completato l'album nel 1967, supponendo che "sarebbe stato più felice se avesse avuto una tela più grande per presentarlo", riferendosi alla schiacciante quantità di materiale che avrebbe dovuto condensare in un LP in vinile a due facciate, e che l'ambizione di Brian all'epoca era quella di "espandere al di là del limite i confini di ciò che un disco pop era in quel momento storico".

### Tracce non appartenenti aSmile
Non tutte le tracce incluse nella compilation sono tratte dal materiale registrato nel periodo febbraio 1966-maggio 1967 durante la lavorazione di Smile. In riferimento all'inclusione di sessioni per Smiley Smile, Linett dichiarò: «Naturalmente ci sono alcune persone che pensano - "dovrebbero esserci anche sessioni di Smiley Smile - [con tracce come] Can't Wait Too Long... ", ma così entriamo in un'area molto nebulosa». Alcuni elementi inclusi nella compilation, furono incisi dai Beach Boys in un periodo successivo alle sessioni vere e proprie di Smile, o per altri scopi.
- Le voci solista di Brian Wilson per I'm in Great Shape e Barnyard provengono da un demo al pianoforte di Brain insieme a Van Dyke Parks relativo a Heroes and Villains (che include anche le altre due canzoni), inciso il 4 novembre 1966 per la KHJ Radio, presentato integralmente come traccia numero 36 nel secondo CD dell'edizione box set. La voce fu presa dal demo e sovraincisa sulle basi strumentali originali.
- The Elements: Fire contiene vocalizzi senza parole registrati per Fall Breaks and Back to Winter il 29 giugno 1967.
- Holidays e Wind Chimes sono state mixate insieme a una versione spostata di tono della coda di Wind Chimes inclusa in Smiley Smile, registrata l'11 luglio 1967.
- Il "canto dell'acqua" nell'introduzione di Love to Say Dada fu inciso il 29 ottobre 1967 per una versione preliminare di Cool, Cool Water.
- La voce solista di Carl Wilson in Cabin Essence venne incisa in occasione delle sedute in studio per l'album 20/20 il 20 novembre 1968.
- I cori di sottofondo di Carl Wilson per la coda di Child Is Father of the Man e Surf's Up provengono da una sessione del 18 giugno 1971.

La ricostruzione di Smile inclusa nel primo disco della compilation è largamente mixata su un singolo canale mono a causa della perdita dei nastri master originali.

## Pubblicazione

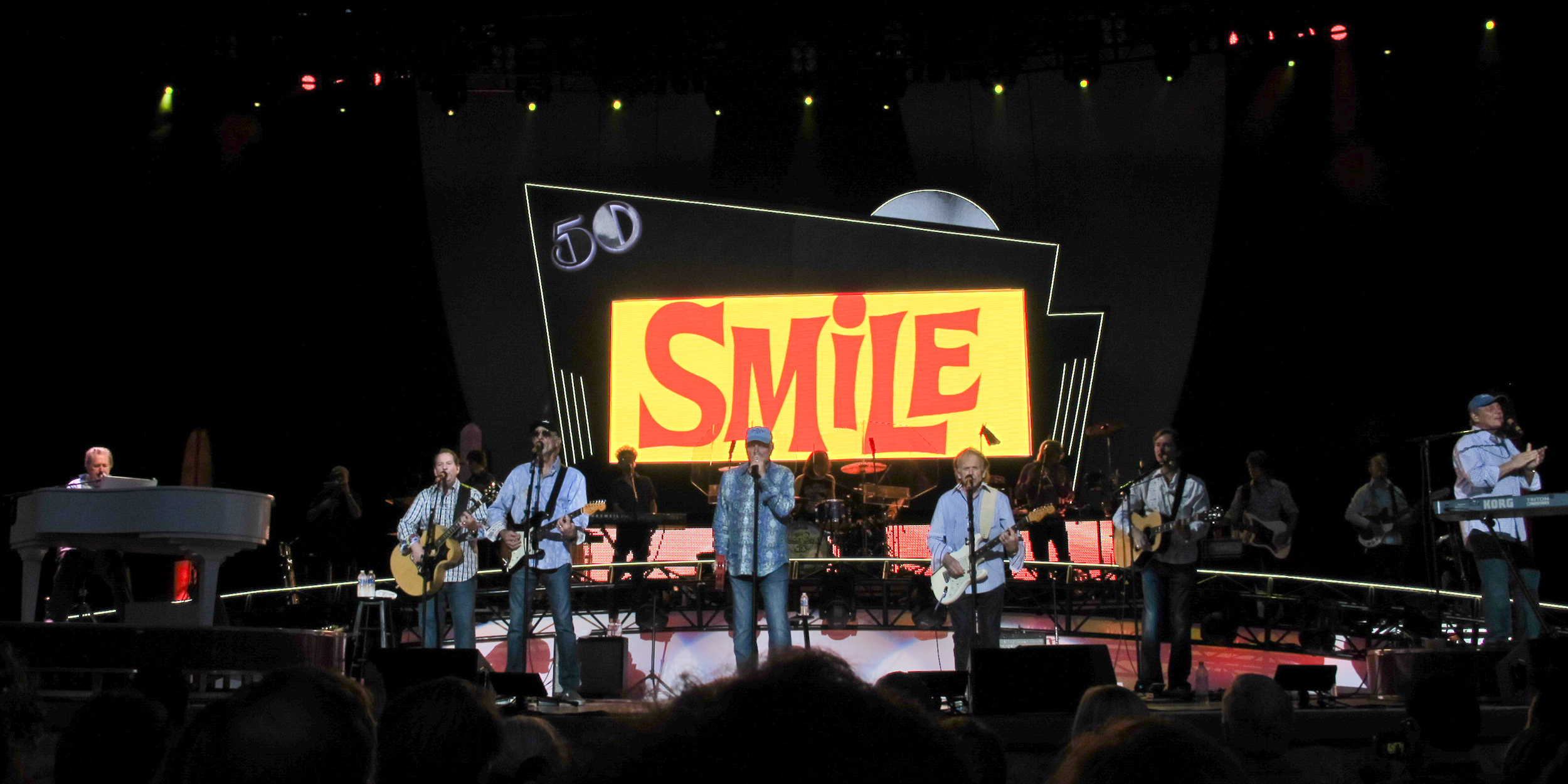
La reunion dei Beach Boys nel 2012, durante il 50th Anniversary Tour

Dopo varie posticipazioni, The Smile Sessions venne infine pubblicato online via iTunes il 31 ottobre 2011, e il giorno seguente in CD, vinile, e digital download. La compilation venne messa in vendita in diversi formati: CD singolo, doppio CD con confezione deluxe, e cofanetto box set in edizione limitata composto da 5 CD, 2 LP, 2 45 giri, un poster, e un libretto di 60 pagine con foto e descrizione delle sessioni.

## Accoglienza
| Recensione            | Giudizio       |
| --------------------- | -------------- |
| AllMusic              | [ 13 ]         |
| The A.V. Club         | A              |
| Consequence           | Hot            |
| The Guardian          | [ 16 ]         |
| Los Angeles Times     | [ 17 ]         |
| One Thirty BPM        | 100%           |
| Paste                 | [ 19 ]         |
| Pitchfork             | [ 20 ]         |
| Rolling Stone         | [ 21 ]         |
| Ultimate Classic Rock | [ 22 ]         |
| Ondarock              | Pietra miliare |

The Smile Sessions è stato recensito favorevolmente dalla maggior parte della stampa musicale. La rivista Rolling Stone incoronò l'album "miglior ristampa del 2011", mentre The Wire lo classificò in quinta posizione nella sua classifica di fine anno relative alle uscite migliori. La versione box set dell'album vinse il premio nella categoria Best Historical Album ai Grammy Awards del 2013.
Pitchfork Media diede all'album il punteggio massimo lodando particolarmente il brano Surf's Up. PopMatters scrisse: "C'è qualcosa di santo nell'arazzo che compone l'album e quando si riflette sul dramma che circonda la storia dell'opera, i gruppi musicali contemporanei dovrebbero certamente rendersi conto che tutti i miti e le storie su una band non contano molto se non puoi portare le canzoni, e nessuno ha prodotto canzoni come quelle di Brian Wilson". Il Los Angeles Times incoraggiò l'inclusione di The Smile Sessions in "ogni nastroteca della storia della musica americana" suggerendo che "le università, gli insegnanti di musica, gli aspiranti ingegneri del suono e i compositori, lo studiassero".

### Riconoscimenti
| Anno | Organizzazione                                  | Riconoscimento                             | Risultato       |
| ---- | ----------------------------------------------- | ------------------------------------------ | --------------- |
| 2011 | Rolling Stone                                   | 10 Best Reissues of 2011                   | 1               |
| 2012 | The Wire                                        | Top 50 Releases of 2011                    | 5               |
| 2012 | Rolling Stone                                   | I 500 migliori album secondo Rolling Stone | 381             |
| 2013 | National Academy of Recording Arts and Sciences | Grammy Award for Best Historical Album     | Vincitore/trice |

## Tracce

### CD 1
Smile
1. Our Prayer – 1:06
2. Gee – 0:51
3. Heroes and Villains – 4:53
4. Do You Like Worms (Roll Plymouth Rock) – 3:36
5. I'm in Great Shape – 0:29
6. Barnyard – 0:48
7. My Only Sunshine (The Old Master Painter / You Are My Sunshine) – 1:57
8. Cabin Essence – 3:32
9. Wonderful – 2:04
10. Look (Song for Children) – 2:31
11. Child is Father of the Man – 2:14
12. Surf's Up – 4:12
13. I Wanna Be Around / Workshop – 1:23
14. Vega-Tables – 3:49
15. Holidays – 2:33
16. Wind Chimes – 3:06
17. The Elements: Fire (Mrs. O'Leary's Cow) – 2:35
18. Love to Say Dada – 2:32
19. Good Vibrations – 4:13

Bonus tracks
1. You're Welcome – 1:08
2. Heroes and Villains (Stereo Mix) – 4:53
3. Heroes and Villains Sections (Stereo Mix) – 7:16
4. Vega-Tables Demo – 1:46
5. He Gives Speeches – 1:14
6. Smile Backing Vocals Montage – 8:30
7. Surf's Up 1967 (Solo Version) – 4:09
8. Psycodelic Sounds: Brian Falls into a Piano – 1:30
9. Smile Retail Promo Advertisement (hidden track) - 1:02

#### CD 2
1. Our Prayer 'Dialog' (9/19/66) – 3:02
2. Heroes and Villains: Part 1 – 3:08
3. Heroes and Villains: Part 2 – 4:18
4. Heroes and Villains: Children Were Raised (1/27/67) – 2:07
5. Heroes and Villains: Prelude to Fade (2/15/67) – 3:42
6. My Only Sunshine (11/14/66) – 6:52
7. Cabin Essence (10/3/66) – 5:19
8. Surf's Up: 1st Movement (11/4/66) – 4:55
9. Surf's Up: Piano Demo (12/15/66) – 3:53
10. Vega-Tables: Fade (4/12/67) – 5:25
11. The Elements: Fire session (11/28/66) – 8:27
12. Cool, Cool Water (Version 2) (10/26/67–10/29/67) – 3:32
13. Good Vibrations Session Highlights – 8:20

### The Smile Sessions(2xLP)

#### LP 1
Lato 1
1. Our Prayer
2. Gee
3. Heroes and Villains
4. Do You Like Worms (Roll Plymouth Rock)
5. I'm in Great Shape
6. Barnyard
7. My Only Sunshine (The Old Master Painter / You Are My Sunshine)
8. Cabin Essence

Lato 2
1. Wonderful
2. Look (Song for Children)
3. Child is Father of the Man
4. Surf's Up

#### LP 2
Lato 1
1. I Wanna Be Around / Workshop
2. Vega-Tables
3. Holidays
4. Wind Chimes
5. The Elements: Fire (Mrs. O'Leary's Cow)
6. Love to Say Dada
7. Good Vibrations

Lato 2
1. You're Welcome (Stereo Mix)
2. Vega-Tables (Stereo Mix)
3. Wind Chimes (Stereo Mix)
4. Cabin Essence (Session Highlights and Stereo Backing Track)
5. Surf's Up (Session Excerpt and Stereo Mix)

### The Smile Sessionsbox set edition (5xCD, 2xLP, 2x7" singles)

#### CD 1
Smile
1. Our Prayer – 1:06
2. Gee – 0:51
3. Heroes and Villains – 4:53
4. Do You Like Worms (Roll Plymouth Rock) – 3:36
5. I'm in Great Shape – 0:29
6. Barnyard – 0:48
7. My Only Sunshine (The Old Master Painter / You Are My Sunshine) – 1:57
8. Cabin Essence – 3:32
9. Wonderful – 2:04
10. Look (Song for Children) – 2:31
11. Child is Father of the Man – 2:14
12. Surf's Up – 4:12
13. I Wanna Be Around / Workshop – 1:23
14. Vega-Tables – 3:49
15. Holidays – 2:33
16. Wind Chimes – 3:06
17. The Elements: Fire (Mrs. O'Leary's Cow) – 2:35
18. Love to Say Dada – 2:32
19. Good Vibrations – 4:13

Bonus tracks
1. You're Welcome – 1:08
2. Heroes and Villains (Stereo Mix) – 4:53
3. Heroes and Villains Sections (Stereo Mix) – 7:16
4. Vega-Tables Demo – 1:46
5. He Gives Speeches – 1:14
6. Smile Backing Vocals Montage – 8:30
7. Surf's Up 1967 (Solo version) – 4:09
8. Psycodelic Sounds: Brian Falls into a Piano – 1:30
9. Smile Retail Promo Advertisement (hidden track) - 1:02

#### CD 2
Our Prayer
1. Our Prayer 'Dialog' (9/19/66) – 3:01
2. Our Prayer (10/4/66) – 6:37

Heroes and Villains session (10/20/66)
1. Heroes and Villains: Verse (Master Take) – 0:57
2. Heroes and Villains: Barnyard (Master Take) – 1:12
3. Heroes and Villains: I'm in Great Shape (10/27/66) – 4:59
4. Heroes and Villains: Intro (Early Version) circa 12/66 – 0:35

Heroes and Villains session (1/3/67)
1. Heroes and Villains: Do a Lot – 0:53
2. Heroes and Villains: Bag of Tricks – 2:58
3. Heroes and Villains: Mission Pak – 0:55
4. Heroes and Villains: Bridge to Indians – 1:47
5. Heroes and Villains: Part 1 Tag – 1:19
6. Heroes and Villains: Pickup to 3rd Verse – 0:55

Heroes and Villains session (1/27/67)
1. Heroes and Villains: Children Were Raised – 2:07
2. Heroes and Villains: Part 2 (Cantina track) – 1:21
3. Heroes and Villains: Whistling Bridge – 1:14
4. Heroes and Villains: Cantina – 1:36
5. Heroes and Villains: All Day – 2:19
6. Heroes and Villains: Verse Edit Experiment – 0:48

Heroes and Villains session (2/15/67)
1. Heroes and Villains: Prelude to Fade – 3:43
2. Heroes and Villains: Piano Theme – 2:43

Heroes and Villains session (2/20/67)
1. Heroes and Villains: Part 2 – 2:31
2. Heroes and Villains: Part 2 (Gee) (Master Take) – 2:36
3. Heroes and Villains: Part 2 Revised – 1:54
4. Heroes and Villains: Part 2 Revised (Master Take) – 0:48
5. Heroes and Villains: Part 3 (Animals) (Master Take) – 1:18
6. Heroes and Villains: Part 4 – 2:36
7. Heroes and Villains: Part Two (Master Take) (2/27/67) – 1:44
8. Heroes and Villains: Fade (2/28/67) – 6:35

Heroes and Villains session (3/1/67)
1. Heroes and Villains: Verse Remake – 4:16
2. Heroes and Villains: Organ Waltz / Intro – 2:04

Heroes and Villains session (6/14/67)
1. Heroes and Villains: Chorus Vocals – 0:48
2. Heroes and Villains: Barbershop – 1:50
3. Heroes and Villains: Children Were Raised (Remake) – 1:06
4. Heroes and Villains: Children Were Raised (Master Take Overdubs Mix 1) – 0:26
5. Heroes and Villains: Children Were Raised (Master Take a Cappella) – 0:27

Bonus tracks
1. Heroes and Villains Piano Demo (incorporating I'm in Great Shape and Barnyard) (Wilson, Van Dyke Parks & Humble Harve Miller), KHJ Radio (11/4/66) – 4:17
2. Psycodelic Sounds: Brian Falls into a Microphone (11/4/66) – 1:10
3. Psycodelic Sounds: Moaning Laughing (11/4/66) – 1:09

#### CD 3
Do You Like Worms session (10/18/66)
1. Do You Like Worms: Part 1 – 5:21
2. Do You Like Worms: Part 2 (Bicycle Rider) – 1:55
3. Do You Like Worms: Part 3 – 2:43
4. Do You Like Worms: Part 4 (Bicycle Rider) – 1:10
5. Do You Like Worms: Bicycle Rider Overdubs (Heroes and Villains Part 2) (1/5/67) – 0:22

The Old Master Painter / You Are My Sunshine
1. My Only Sunshine: Parts 1 & 2 (11/14/66) – 6:51
2. My Only Sunshine: Part 2 (Master Take With Vocal Overdubs) (2/10/67) – 0:45

Cabin Essence session (10/3/66)
1. Cabin Essence: Verse – 2:14
2. Cabin Essence: Chorus – 2:28
3. Cabin Essence: Tag – 2:31

Wonderful
1. Wonderful (Version 1) (8/25/66) – 2:59

Wonderful (Version 2 Rock With Me, Henry) session (1/9/67)
1. Wonderful (Version 2) – 3:25
2. Wonderful (Version 2 Tag) – 2:54
3. Wonderful (Version 3) (4/10/67?) – 2:41

Look (Song for Children)
1. Look (8/12/66) – 4:52

Child is Father of the Man
1. Child is Father of the Man (Version 1) (10/7/66) – 4:57
2. Child is Father of the Man (Version 2) (10/11/66) – 5:38

Surf's Up
1. Surf's Up: 1st Movement (11/4/66) – 4:54
2. Surf's Up: Talking Horns (11/7/66) – 3:42
3. Surf's Up: Piano Demo (Master Take) (12/15/66) – 3:52

I Wanna Be Around / Workshop (Friday Night)
1. I Wanna Be Around (11/29/66) – 3:08

Vegetables sessions (4/4/67–4/11/67)
1. Vegetables: Verse (Master Take Track) (4/4/67–4/11/67) – 2:02
2. Vegetables: Sleep a Lot (Chorus) – 2:34
3. Vegetables: Chorus 1 (Master Take) – 1:05
4. Vegetables: 2nd Chorus (Master Take Track and Backing Vocals) – 1:03
5. Vegetables: Insert (Part 4) (Master Take) – 0:37
6. Vegetables: Crunching Session (hidden track) - 1:02
7. Workshop Session (hidden track) - 1:40

#### CD 4
Vegetables sessions (continued)
1. Vegetables: Fade (4/12/67) – 5:25
2. Vegetables: Ballad Insert (4/14/67) – 1:03

Holidays
1. Holidays (9/8/66) – 7:32

Wind Chimes
1. Wind Chimes (Version 1) (8/3/66) – 6:46

Wind Chimes (Version 2) session (10/5/66)
1. Wind Chimes (Version 2) – 5:00
2. Wind Chimes (Version 2 Tag) – 2:51

The Elements: Fire (Mrs. O'Leary's Cow)
1. The Elements (Fire) (11/28/66) – 8:27

Da Da session (12/22/66)
1. Da Da (Taped Piano Strings) – 1:00
2. Da Da (Fender Rhodes) – 1:21

Love to Say Dada sessions (5/16/67–5/18/67)
1. Love to Say Dada: Part 1 (5/16/67) – 1:22
2. Love to Say Dada: Part 2 (5/17/67) – 1:57
3. Love to Say Dada: Part 2 (Master Take) (5/17/67) – 1:21
4. Love to Say Dada: Part 2 (Second Day) (5/18/67) – 2:00

Cool, Cool Water
1. Cool, Cool Water (Version 1) (6/7/67) – 2:21
2. Cool, Cool Water (Version 2) (10/26/67 & 10/29/67) – 3:31

Smile additional sessions
1. You're Welcome (12/15/66) – 6:41
2. You're With Me Tonight (6/6/67–6/7/67) – 2:46
3. Tune X (3/3/67–3/31/67) – 2:18
4. I Don't Know (1/12/67) – 3:03
5. Three Blind Mice (10/15/65) – 2:11
6. Teeter Totter Love (Jasper Dailey) (1/25/67 & 2/9/67) – 1:49

Bonus tracks
1. Psycodelic Sounds - Underwater Chant (11/4/66) – 1:45
2. Hal Blaine Vega-Tables Promo Session (11/16/66) – 1:28
3. Heroes and Villains: Early Version Outtake Sections (1/67–2/67) – 5:04
4. The Elements: Fire (Mrs. O'Leary's Cow) (Burning Wood Session) (hidden track) - 0:45

#### CD 5
Good Vibrations sessions
1. Good Vibrations: Gold Star 2/18/66 (The Pet Sounds Session) – 7:27
2. Good Vibrations: Gold Star 4/9/66 – 6:57
3. Good Vibrations: Western 5/4/66 (First Chorus) – 2:24
4. Good Vibrations: Western 5/4/66 (Second Chorus & Fade) – 3:28
5. Good Vibrations: Sunset Sound 5/24/66 (Part 1) – 1:20
6. Good Vibrations: Sunset Sound 5/24/66 (Parts 2 & 3) – 1:45
7. Good Vibrations: Sunset Sound 5/24/66 (Part 4) – 0:47
8. Good Vibrations: Western 5/27/66 (Part C) – 3:32
9. Good Vibrations: Western 5/27/66 (Chorus) – 3:04
10. Good Vibrations: Western 5/27/66 (Fade Sequence) – 1:56
11. Good Vibrations (Inspiration): Western 6/2/66 (Part 1) – 2:44
12. Good Vibrations (Inspiration): Western 6/2/66 (Part 3) – 0:57
13. Good Vibrations (Inspiration): Western 6/2/66 (Part 4) – 0:49
14. Good Vibrations: Western 6/16/66 (Part 1) – 6:24
15. Good Vibrations: Western 6/16/66 (Part 2 & Verse) – 1:06
16. Good Vibrations: Western 6/16/66 (Part 2 Continued) – 5:55
17. Good Vibrations: Western 6/18/66 (Part 1) – 1:10
18. Good Vibrations: Western 6/18/66 (Part 2) – 5:03
19. Good Vibrations (Persuasion): Western 9/1/66 – 1:49
20. Good Vibrations: Western 9/1/66 (New Bridge) – 3:39
21. Good Vibrations: Session Masters – 6:13
22. Good Vibrations: Single Version Stereo Track – 3:49
23. Good Good Good Vibrations (First Version With Overdubs) 3/66 – 3:41
24. Good Vibrations: Alternate Edit 8/24/66 – 3:32
25. Good Vibrations: Tape Rewind (hidden track) - 0:27

#### LP 1
Lato 1
1. Our Prayer
2. Gee
3. Heroes and Villains
4. Do You Like Worms (Roll Plymouth Rock)
5. I'm in Great Shape
6. Barnyard
7. My Only Sunshine (The Old Master Painter / You Are My Sunshine)
8. Cabin Essence

Lato 2
1. Wonderful
2. Look (Song for Children)
3. Child is Father of the Man
4. Surf's Up

#### LP 2
Lato 1
1. I Wanna Be Around / Workshop
2. Vega-Tables
3. Holidays
4. Wind Chimes
5. The Elements: Fire (Mrs. O'Leary's Cow)
6. Love to Say Dada
7. Good Vibrations

Lato 2
1. You're Welcome (Stereo Mix)
2. Vega-Tables (Stereo Mix)
3. Wind Chimes (Stereo Mix)
4. Cabin Essence (Session Highlights and Stereo Backing Track)
5. Surf's Up (Session Excerpt and Stereo Mix)

#### 7" single 1
Lato A
- Heroes And Villains Part One

Lato B
- Heroes And Villains Part Two

#### 7" single 2
Lato A
- Vega-Tables

Lato B
- Surf's Up

## Formazione

### Registrazioni originali
The Beach Boys
- Al Jardine – voce, armonie vocali e cori; effetti sonori
- Bruce Johnston – armonie vocali e cori
- Mike Love – voce, armonie vocali e cori
- Brian Wilson – voce, armonie vocali e cori; pianoforte, organo, clavicembalo
- Carl Wilson – voce, armonie vocali e cori; chitarra elettrica, basso; percussioni
- Dennis Wilson – voce, armonie vocali e cori; batteria; organo Hammond

Musicisti aggiuntivi
- Charles C. Berghofer – basso
- Hal Blaine – batteria, percussioni
- Jimmy Bond Jr. – basso
- James Burton – dobro
- Frank Capp – percussioni, bonghi, batteria, glockenspiel, hi hat, stick, tamburello, vibrafono
- Jerry Cole – chitarra
- Al De Lory – pianoforte, tack piano
- Joseph DiFiore  viola
- Jesse Ehrlich – violoncello
- Gene Estes – percussioni, organo Hammond, marimba, percussioni, piano, registratore, shaker, triangolo, vibrafono, fischietto
- Carl Fortina – accordion
- Sam Glenn – sassofono
- Jim Gordon – batteria, conga, tamburello
- William Green – clarinetto, flauto, sax basso, sax tenore, fischietto
- Jim Horn – clarinetto, flauto, kazoo, piccolo, fischietto, percussioni
- Armand Kaproff – violoncello
- Alfred Lustgarten – violino
- Arthur Maebe – corno inglese
- Carol Kaye – basso, banjo
- Larry Knechtel – piano, organo
- Paul McCartney – sedano in Vega-Tables
- Jay Migliori – sassofono
- Oliver Mitchell – tromba
- Tommy Morgan – armonica a bocca, scacciapensieri
- Van Dyke Parks – pianoforte, tack piano, marimba
- Bill Pitman – chitarra
- Ray Pohlman – basso
- Don Randi – pianoforte, clavicembalo
- Dorothy Remsen – arpa
- Lyle Ritz – basso
- Billy Strange – chitarra
- Paul Tanner – Electro-Theremin
- Don Randi – celesta, clavicembalo elettrico, pianoforte a coda, tack piano
- Tommy Tedesco – chitarra, bouzouki
- Alan Weight – tromba